# Нот
Нот (фр. Noth, окс. Nòt) — коммуна во Франции, находится в регионе Лимузен. Департамент коммуны — Крёз. Входит в состав кантона Ла-Сутеррен. Округ коммуны — Гере.
Код INSEE коммуны — 23143.

## Население
Население коммуны на 2010 год составляло 519 человек.
| 1962 | 1968 | 1975 | 1982 | 1990 | 1999 | 2010 |
| ---- | ---- | ---- | ---- | ---- | ---- | ---- |
| 589  | 544  | 515  | 451  | 477  | 460  | 519  |

## Экономика
В 2010 году среди 320 человек трудоспособного возраста (15—64 лет) 253 были экономически активными, 67 — неактивными (показатель активности — 79,1 %, в 1999 году было 65,6 %). Из 253 активных жителей работали 229 человек (120 мужчин и 109 женщин), безработных было 24 (13 мужчин и 11 женщин). Среди 67 неактивных 18 человек были учениками или студентами, 29 — пенсионерами, 20 были неактивными по другим причинам.